# Casa Torre de Ureta de Llanteno

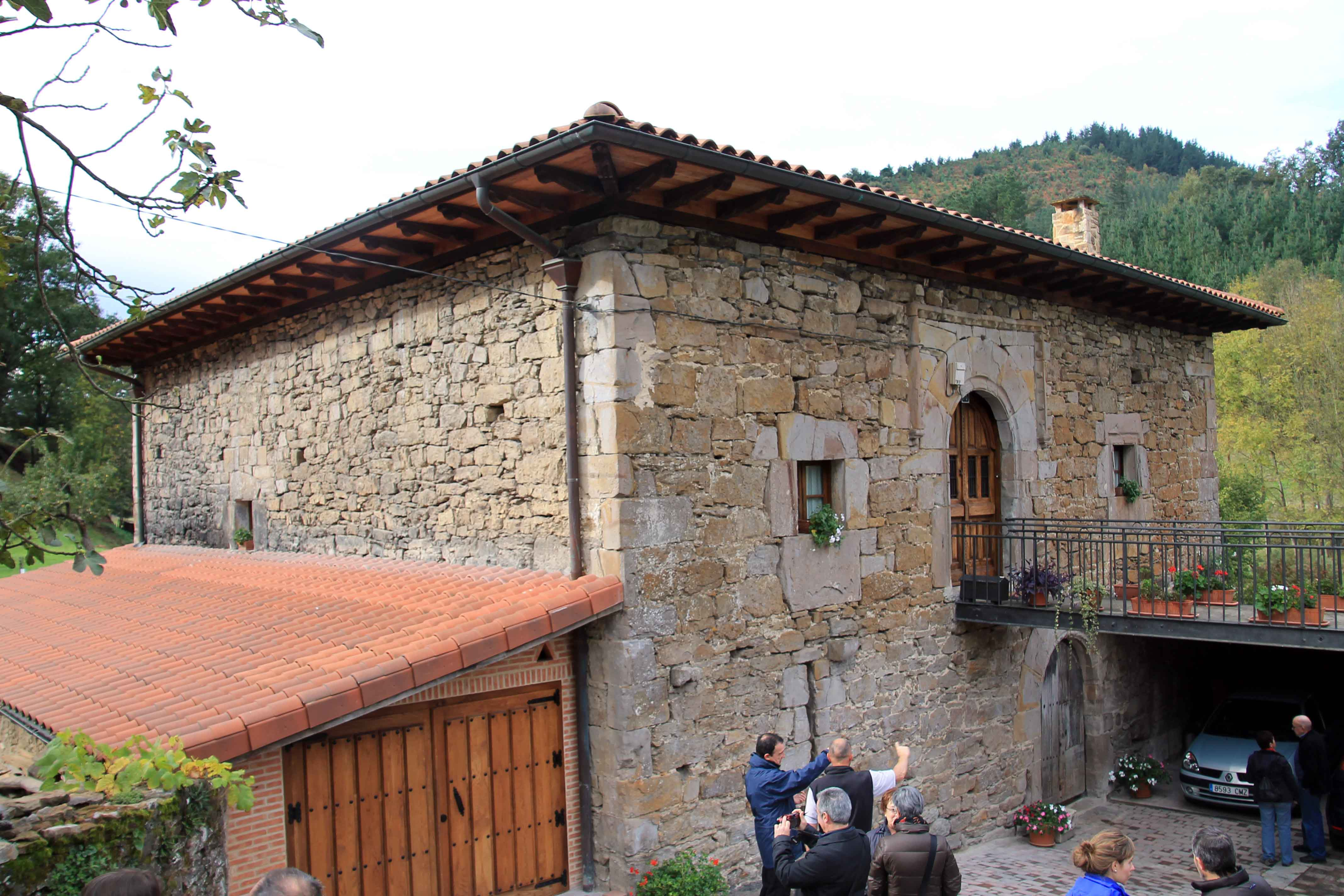
Casa Torre de Ureta de Llanteno.

La Casa Torre de Ureta de Llanteno en Ayala (Álava, España) es una casa torre residencial de finales del siglo XV y principios del siglo XVI, de planta cuadrada de once metros de lado. Consta de planta baja, primera y bajo cubierta a cuatro aguas. El acceso principal se presenta junto a la carretera, en orientación noreste, a la altura de la primera planta, mediante un pequeño puente que salva el foso entre la torre y la carretera local. Es una construcción de mampostería, con sillares en los esquinales y doble portada en la fachada principal.

## Fachadas
La fachada nordeste se caracteriza por las dos puertas de entrada, una en cada planta. La puerta superior es el acceso al edificio y ocupa el centro de la fachada a la altura del primer piso, mientras en la planta baja a la derecha, se localiza otra puerta de análogas características y medidas, que da acceso a las cuadras. Ambas portadas terminan en arcos de medio punto, con dovelas de grandes sillares, ordenados con muescas y leve moldura alrededor del arco y en el jambaje. La puerta superior va encuadrada por alfiz moldurado, con hilera de cabezas de clavo y medias esferas alternantes. Los vanos de estos accesos son amplios, 2,75 x 1, 60 metros la superior y 2,55 x 1,60 metros la inferior. En la planta baja, defendiendo el acceso desde el camino al foso y a la puerta inferior, se abren dos saeteras de más de un metro de altura y en la planta primera, a ambos lados de la puerta, existen dos ventanas casi cuadradas, de 0,70 metros, una de ellas con molduras muy simples. Estas ventanas van enmarcadas por grandes sillares y, bajo ellas, en el límite entre la planta baja y la primera, se enfilan seis modillones, cuatro en el lado derecho y dos en el izquierdo. El alero de la cubierta se inicia casi inmediatamente por encima de la puerta de acceso, por lo que la fachada muestra una escasa altura. En la planta baja, en el lateral derecho existe un anexo de una planta, que cubre parcialmente una saetera.
La fachada noroeste, destaca por estar construida de cara al río, por lo que su presencia visual es mayor, existen solo dos saeteras en la planta baja, una cegada parcialmente, mientras en su planta primera hay dos ventanas similares a las de la fachada principal y dos nuevas sin ningún valor.
La fachada sudeste, es un paño prácticamente ciego, con cuatro pequeños huecos alineados en el borde superior de la planta primera y que se caracteriza por presentar un anexo de mampostería de una planta y cubierta a un agua a lo largo de toda la planta baja de la fachada. La fachada sudoeste o trasera presenta en planta baja, junto al esquinal derecho, una puerta con dintel ligeramente arqueado y dos saeteras en el lado izquierdo y en planta primera en la mitad del paño una ventana similar a las de la fachada principal y a su derecha un vano de construcción reciente. La fachada se encuentra degradada debido a la realización de una terraza de hormigón a la altura del primer piso con un cerramiento de bloque de hormigón en su base que oculta una saetera.

## Interior
Pasando al interior, la torre se estructura mediante un cuadrado central marcado por cuatro postes de madera, que conforman un espacio central. En la bajo cubierta se aprecia la estructura de postes, con chavetas y pasadores de madera, es un espacio abierto de desván, mientras en la planta primera queda oculta la estructura y un pasillo en torno al centro de la vivienda da servicio a las distintas habitaciones, es la planta residencial de la torre y las ventanas originales tienen dos bancos de piedra labrados en el interior, uno a cada lado. En planta baja parte de la estructura central se realiza mediante dos postes de madera sobre poyos, mientras los otros dos postes son sustituidos por un muro de mampostería que a su vez divide la estancia en dos zonas, es el área de las cuadras y se aprecia el gran abocinamiento de los muros para servir a las saeteras.